# Smaltjärnen (Lycksele socken, Lappland, 720624-161418)
Smaltjärnen är en sjö i Lycksele kommun i Lappland och ingår i Umeälvens huvudavrinningsområde.